# SBV Vitesse
SBV Vitesse (officiellt Stichting Betaald Voetbal Vitesse, ofta kallad Vitesse Arnhem) är en nederländsk fotbollsklubb från Arnhem. Hemmamatcherna spelas på Gelredome. Klubben bildades den 14 maj 1892. Säsongen 1997/1998 spelade Nikos Machlas i klubben, han gjorde 34 mål och blev vinnare av Guldskon. Klubben har ett samarbete med engelska storklubben Chelsea FC där många av Chelseas talanger som Lucas Piazon, Christian Atsu, Patrick van Aanholt och Bertrand Traoré har varit utlånade till Vitesse.
Tidigare har även Elfsborgs före detta anfallare Lasse Nilsson spelat en kort sejour i klubben.

## Placering senaste säsonger
| Säsong  | Nivå | Liga       | Placering | Referens | Kommentar             |
| ------- | ---- | ---------- | --------- | -------- | --------------------- |
| 2008/09 | 1    | Eredivisie | 10        | [ 2 ]    |                       |
| 2009/10 | 1    | Eredivisie | 14        | [ 3 ]    |                       |
| 2010/11 | 1    | Eredivisie | 15        | [ 4 ]    |                       |
| 2011/12 | 1    | Eredivisie | 7         | [ 5 ]    |                       |
| 2012/13 | 1    | Eredivisie | 4         | [ 6 ]    |                       |
| 2013/14 | 1    | Eredivisie | 6         | [ 7 ]    |                       |
| 2014/15 | 1    | Eredivisie | 5         | [ 8 ]    |                       |
| 2015/16 | 1    | Eredivisie | 9         | [ 9 ]    |                       |
| 2016/17 | 1    | Eredivisie | 5         | [ 10 ]   |                       |
| 2017/18 | 1    | Eredivisie | 6         | [ 11 ]   |                       |
| 2018/19 | 1    | Eredivisie | 5         | [ 12 ]   |                       |
| 2019/20 | 1    | Eredivisie | x         | [ 13 ]   | (Coronaviruspandemin) |
| 2020/21 | 1    | Eredivisie | 4         | [ 14 ]   |                       |
| 2021/22 | 1    | Eredivisie | 6         | [ 15 ]   |                       |
| 2022/23 | 1    | Eredivisie |           |          |                       |

## Spelare

### Truppen
| 1  | Curaçao       | Eloy Room       | 6 februari 1989 | Columbus Crew (-23) |
| 31 | Tyskland      | Markus Schubert | 12 juni 1998    | Schalke 04 (-21)    |
| 55 | Nederländerna | Tom Bramel      | 24 juli 2005    | SBV Vitesse         |

| 2  | Haiti         | Carlens Arcus        | 28 juni 1996      | Auxerre (-22)              |
| 5  | Luxemburg     | Mica Pinto           | 4 juni 1993       | Sparta Rotterdam (-23)     |
| 6  | Kroatien      | Alois Oroz           | 29 oktober 2000   | Liefering (-21)            |
| 13 | Nederländerna | Enzo Cornelisse      | 29 juni 2002      | SBV Vitesse                |
| 15 | Nederländerna | Ramon Hendriks       | 18 juli 2001      | Feyenoord (-23)            |
| 29 | Frankrike     | Nicolas Isimat-Mirin | 15 november 1991  | Sporting Kansas City (-23) |
| 43 | Nederländerna | Giovanni van Zwam    | 2 januari 2004    | SBV Vitesse                |
| 56 | Nederländerna | Mats Egbring         | 17 september 2006 | SBV Vitesse                |

| 8  | Nederländerna | Marco van Ginkel  | 1 december 1992  | PSV (-23)                    |
| 17 | Polen         | Kacper Kozłowski  | 16 oktober 2003  | Brighton & Hove Albion (-22) |
| 20 | Nederländerna | Melle Meulensteen | 4 juli 1999      | Waalwijk (-22)               |
| 21 | Nederländerna | Mathijs Tielemans | 26 april 2002    | PSV (-23)                    |
| 22 | Kosovo        | Toni Domgjoni     | 4 september 1998 | FC Zürich (-21)              |
| 24 | Nederländerna | Davy Pröpper      | 2 september 1991 | PSV (-23)                    |
| 26 | Nederländerna | Miliano Jonathans | 5 april 2004     | SBV Vitesse                  |
| 44 | Nederländerna | Jordi Altena      | 4 december 2003  | SBV Vitesse                  |

| 7  | Frankrike               | Amine Boutrah            | 26 oktober 2000  | Concarneau (-23)    |
| 9  | Sverige                 | Joel Voelkerling Persson | 15 januari 2003  | Lecce (-23)         |
| 10 | Bosnien och Hercegovina | Said Hamulić             | 12 november 2000 | Toulouse (-23)      |
| 11 | Nederländerna           | Fodé Fofana              | 26 oktober 2002  | PSV (-23)           |
| 19 | Nederländerna           | Thomas Buitink           | 14 juni 2000     | SBV Vitesse         |
| 25 | Nederländerna           | Gyan de Regt             | 18 augusti 2003  | Alphense Boys (-20) |
| 42 | Nederländerna           | Million Manhoef          | 3 januari 2002   | SBV Vitesse         |

Not: Spelare i kursiv stil är inlånade.

### Utlånade spelare
| Nr | Land    | Pos | Namn                                                             |
| -- | ------- | --- | ---------------------------------------------------------------- |
|    | Danmark | A   | Nikolai Baden Frederiksen (i Austria Lustenau till 30 juni 2024) |

### Pensionerade nummer
| 4  | Theo Bos, försvarare (1983–1998) |
| 12 | Klubbens supportrar              |
| 13 | Vito, lagets officiella maskot   |

## Tidigare arenor
| Namn                        | Plats                                    | Årtal     |
| --------------------------- | ---------------------------------------- | --------- |
| Rijnkade / Klarenbeek Park  | Arnhem-Centrum / Klarenbeek, Arnhem-Nord | 1887–1891 |
| Molenbeekstraat             | Molenbeke, Arnhem-Nord                   | 1892      |
| IJsclub Boulevard Heuvelink | Spijkerkwartier, Arnhem-Nord             | 1892–1894 |
| Bronbeek Royal Palace       | Paasberg, Arnhem-Nord                    | 1893      |
| Paasweide                   | De Preats, Arnhem-Syd                    | 1894–1896 |
| Klarenbeek Stadium          | Klarenbeek, Arnhem-Nord                  | 1896–1915 |
| Monnikenhuize               | Monnikenhuize, Arnhem-Nord               | 1915–1950 |
| Nieuw Monnikenhuize         | Monnikenhuize, Arnhem-Nord               | 1950–1997 |
| GelreDome                   | Elden, Arnhem-Syd                        | 1998–     |